# Veronika Kopřivová
Veronika Kopřivová (* 22. březen 1991 Teplice) je česká modelka a finalistka soutěže krásy Česká Miss 2012.

## Život
Vystudovala Střední odbornou školu kadeřnickou. Poté dva roky pracovala jako kadeřnice a finanční poradkyně. Pracuje jako modelka. V současné době[kdy?] má svůj e-shop s oblečením Just by Veronika, kde prodává oblečení ze zahraničí a svou vlastní navrženou značku Simply Self.
V roce 2011 se stala vítězkou soutěže krásy Miss Sever 2011 a přihlásila se také do soutěže krásy Česká Miss 2012, kde soutěžila s č. 2. Probojovala se až do finále. Stala se tváří společnosti Abalico pro rok 2012.
Má mladší sestru Barboru a bratra Dominika. Jejím partnerem byl v letech 2015–2019 hokejista Jaromír Jágr. Od roku 2019 je jejím partnerem Miroslav Dubovický, v květnu 2021 se jim narodila dcera Ella, 22. února 2022 se Kopřivová s Dubovickým zasnoubila. V srpnu 2023 pár oznámil rozchod. 